# Centrobasket Sub-15
El Centrobasket Sub-15 es la competición de baloncesto para jugadores menores de 15 años de edad, organizado en la zona de la FIBA Américas de la Federación Internacional de Baloncesto. El evento tiene lugar cada dos años entre las nacionales de México, América Central y el Caribe. Las tres primeras selecciones clasifican al Campeonato FIBA Américas Sub-16.

## Ediciones
| Año  | Sede                         |             | Final           | Final   | Final                |                 | Bronce               | Bronce   | Bronce |
| Año  | Sede                         | Campeón     | Resultado       | Plata   | Bronce               | Resultado       | Cuarto lugar         |          |        |
| ---- | ---------------------------- | ----------- | --------------- | ------- | -------------------- | --------------- | -------------------- | -------- | ------ |
| 2011 | México · (México, D. F.)     | Puerto Rico | Sistema de liga | México  | Costa Rica           | Sistema de liga | Belice               |          |        |
| 2012 | El Salvador · (San Salvador) | Puerto Rico | 80 - 61         | México  | Bahamas              | 63 - 47         | Guatemala            |          |        |
| 2014 | Panamá · (Panamá)            |             | México          | 61 - 58 | Puerto Rico          |                 | República Dominicana | 78 - 45  | Panamá |
| 2016 | Puerto Rico (Patillas)       |             | Puerto Rico     | 74 - 67 | República Dominicana |                 | México               | 100 - 46 | Panamá |

## Detalles de participación
| Equipo                         | 2011 | 2012 | 2014 | 2016 | Total |
| Bahamas                        | -    | 3º   | 6º   | -    | 2     |
| Barbados                       | -    | 7º   | -    | -    | 1     |
| Belice                         | 4º   | -    | -    | -    | 1     |
| Costa Rica                     | 3º   | 6º   | 7º   | 5º   | 4     |
| El Salvador                    | 5º   | 5º   | -    | -    | 2     |
| Guatemala                      | 6º   | 4º   | 8º   | -    | 3     |
| Guyana                         | -    | -    | -    | 7º   | 1     |
| Islas Caimán                   | -    | 8º   | -    | -    | 1     |
| Islas Vírgenes Estadounidenses | -    | -    | 5º   | -    | 1     |
| México                         | 2º   | 2º   | 1º   | 3º   | 4     |
| Panamá                         | -    | -    | 4º   | 4º   | 2     |
| Puerto Rico                    | 1º   | 1º   | 2º   | 1º   | 4     |
| República Dominicana           | -    | -    | 3º   | 2º   | 2     |
| Trinidad y Tobago              | -    | -    | -    | 6º   | 1     |

## Tabla de medallas
| Pos. | Selección            |   |   |   | Total |
| ---- | -------------------- | - | - | - | ----- |
| 1    | Puerto Rico          | 3 | 1 | 0 | 4     |
| 2    | México               | 1 | 2 | 1 | 4     |
| 3    | República Dominicana | 0 | 1 | 1 | 2     |
| 4    | Costa Rica           | 0 | 0 | 1 | 1     |
| 5    | Bahamas              | 0 | 0 | 1 | 1     |